# شیاطین بال‌دار
شیاطین بال‌دار (انگلیسی: Winged Devils) با نامِ اصلیِ نیروی جی (ایتالیایی: Forza "G") یک فیلم کمدی ماجراجویی به کارگردانی دوچو تساری است که در سال ۱۹۷۲ منتشر شد.

## بازیگران
- ریکاردو سالوینو
- پینو کولیتسی
- دوری گتسی
- ارنستو کولی
- باربارا بوشه
- میراندا کامپا
- آنیتا استریندبری
- ماگدا کونوپکا
- جانکارلو پرته
- دوچو تساری
- کیتی سوان
- پاتریتسیا آدیوتوری